# Свети Николай (Челопеч)
Вижте пояснителната страница за други значения на Свети Димитър.
„Свети Николай“ е възрожденска православна църква в пирдопското село Челопеч, България.

## История
Църквата е построена в 1835 година според надписа под патронната ниша над южния вход. В 1856 – 1857 година дебранинът Давид Георгиев рисува в църквата. Съдейки по стила, негово дело са двете изображения в нишите над западния вход – Света Богородица Ширшая небес и над южния вход – Свети Николай, датирана отстрани 1856 година и вторично 1904. Иконата на Иисус Христос, дело на Давид Зограф, е датирана 1857 година и е на отделен проскинитарий.
Отвътре църквата е изписана в 1948 година според многобройните ктиторски надписи. На места е открит и слой от 1902 година, а при реставрацията са открити частично и други стенописи от ХІХ век по северната и южната стена под тези от 1948 година. Добре запазени са само две композиции – по средата на южната стена и в западната част на северната, както и една фигура на прав светец. Тези стенописи датират от втората половина на XIX век.
На иконостаса има икони, които стилово могат да се отнесат към творчеството на учениците на Давид Зограф. Има предположения, че са на Иванчо Недялков от Макоцево, но е по-вероятно да са на Иван Стоянов Зографски от Мирково. Може би той е и автор на стенописите в апсидата, които също са от втората половина на XIX век.